# Gótico mosano

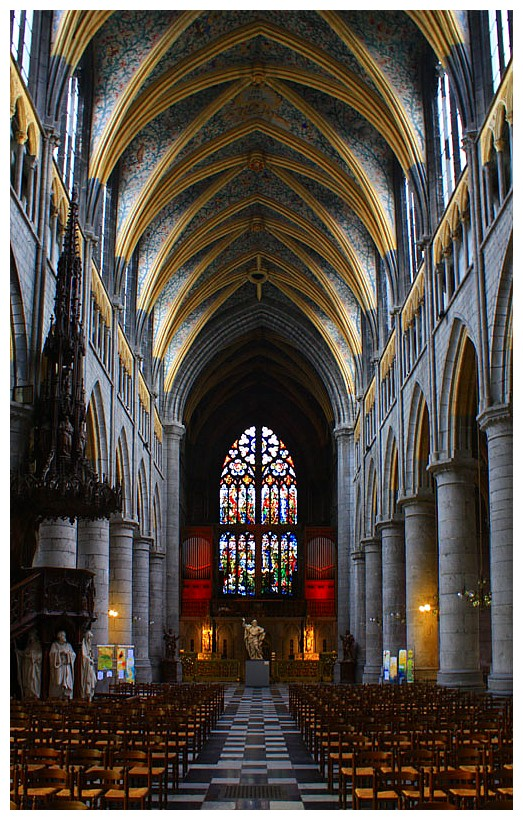
Interior de la nace de la catedral de San Pablo de Lieja vista hacia el nártex, en pierre bleue del Mosa con arcos en tuffeau dorado de Maastricht.

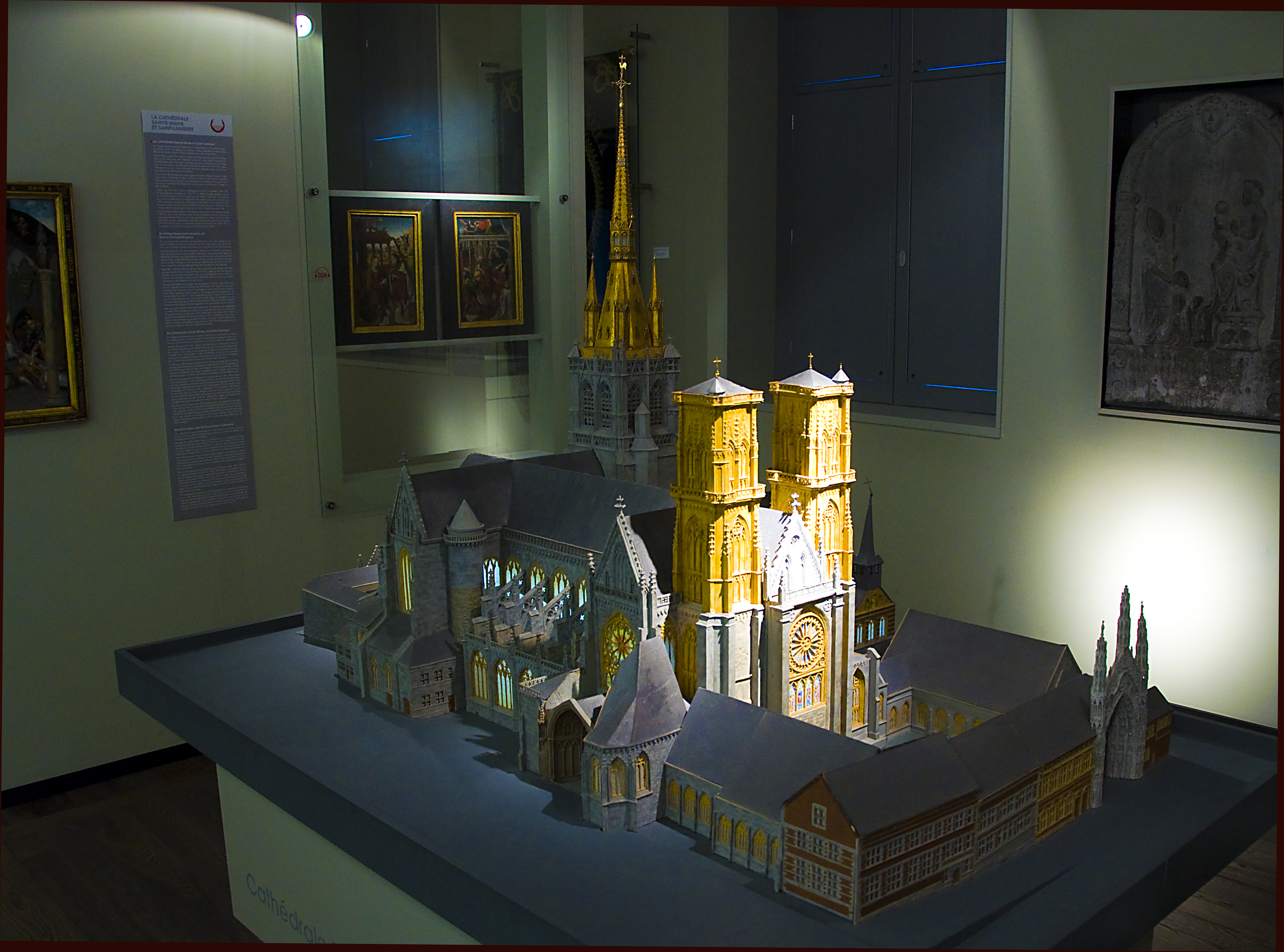
Maqueta de la catedral de Nuestra Señora y San Lamberto en Lieja, hoy desaparecida. Fue el monumento principal del gótico mosano.

El gótico mosano es una variante local de la arquitectura gótica que se desarrolló en el Principado de Lieja del siglo XIII al XV.

## Características
Esta arquitectura se caracteriza por el uso de columnas redondas más bien ligeras y esbeltas, con capiteles octogonales decorados con hojas estilizadas. Las ventanas del coro, cuando carece de ambulatorio, se extienden con frecuencia en gran parte de la altura entre el suelo y la bóveda. Las iglesias están construidas principalmente en piedra azul del Mosa y en tuffeau de Maastricht (cuyo color varía de rubio claro a amarillo dorado intenso), aunque también se emplea el ladrillo rojo a veces, especialmente para los voutains (gajos de las bóvedas). Los colores y las texturas de estos tres materiales forman acordes hermosos, bien resaltados por algunos monumentos del gótico mosano. Hay algunas similitudes con el gótico de Brabante, y los dos estilos a veces se tratan como subdivisiones del mismo estilo más amplio: el gótico de la región de los antiguos Países Bajos, que conoce importantes variaciones locales. Sin embargo, el gótico mosano es anterior y permanece mucho más cerca de los modelos franceses del gótico radiante y flamígero.

## Historia
El desarrollo de la arquitectura gótica francesa en el valle del río Mosa fue, como en Alemania, bastante tardío. Hasta mediados del siglo XIII, la región seguía siendo fiel al estilo románico, incluso aunque a finales del siglo XII el portal de la basílica Saint-Servais ya tenía todas las características del gótico. Esta variante regional del estilo gótico radiante e internacional comenzó en el siglo XIII en la región del Mosa con la construcción de iglesias monásticas y parroquiales relativamente simples, como la iglesia dominicana, la iglesia de los Frailes Menores y la Iglesia de San Juan en Maastricht. Este grupo también incluye la iglesia de los frailes menores (ahora iglesia de San Nicolás) en Aix-la-Chapelle.
El gótico mosano comparte con el gótico escaldino, más primitivo, la elección de las columnas redondas y el uso de la piedra azul, pero las similitudes entre los dos estilos acaban ahí. A diferencia del gótico escaldiano, el gótico mosano abrazó por completo las formas y técnicas del gótico francés en su forma más desarrollada, con toda su ligereza y delicadeza arquitectónica, abandonando completamente las formas de la arquitectura románica. La catedral de Soissons, con sus columnas soissonesas particularmente ligeras, y la Sainte-Chapelle de París, por el diseño de su cabecera, parecen haber contado entre los modelos franceses más influyentes en el desarrollo del gótico mosano. El estilo mosano también tiene características comunes notables con el gótico de Champagne y de Lorena, que fue el primero en echar raíces en las tierras del Sacro Imperio romanófonas (que también incluía el principado de Lieja), especialmente con la catedral de Toul y la basílica de San Vicente de Metz, cuya influencia se ve mejor en el coro de Notre-Dame de Huy.
El monumento faro del gótico mosano fue, por supuesto, la catedral de Nuestra Señora y San Lamberto en Lieja, ahora desaparecida. Esta gran catedral era el símbolo del poder de los príncipes-obispos, soberanos del principado de Lieja. Fue en las obras de esta catedral, que comenzaron después del incendio de 1185 y que duraron varios siglos, donde los artesanos locales se formaron en los sucesivos avances del arte francés, adaptándolo al estilo local, para luego difundir el estilo en todo el territorio del principado. Fue destruida durante la Revolución de Lieja en 1794.
Hoy en día, los monumentos emblemáticos de este estilo son las tres grandes iglesias de Lieja que sobreviven: la catedral de San Pablo (ca. 1240-1289), la basílica de Saint-Martin y la iglesia de Saint-Jacques. A estas hay que añadir la iglesia de Nuestra Señora de Huy, la iglesia de Nuestra Señora de Dinant y la basílica del Santísimo Sacramento de Meerssen. La basílica de Nuestra Señora de Tongeren también presenta algunos aspectos del gótico brabantino. En Maastricht, el claustro de la basílica de Notre-Dame, construido alrededor de 1560, presenta una forma muy tardía del estilo gótico, con formas de transición hacia el nuevo Renacimiento mosano.

## Galería de imágenes

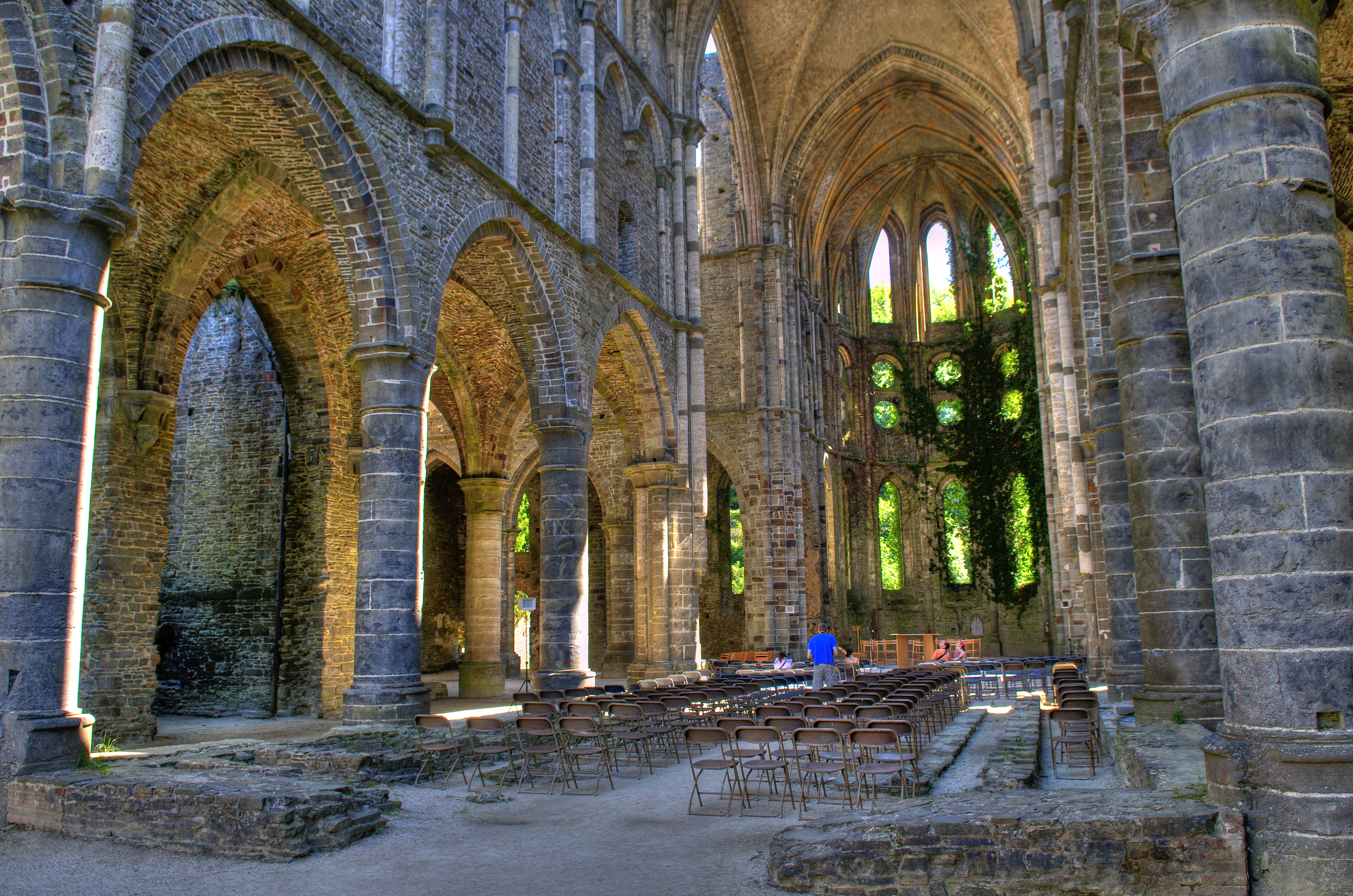
La abacial de Villers-la-Ville, précoz (siglo XIII), presenta ya muchas características del gótico mosano.
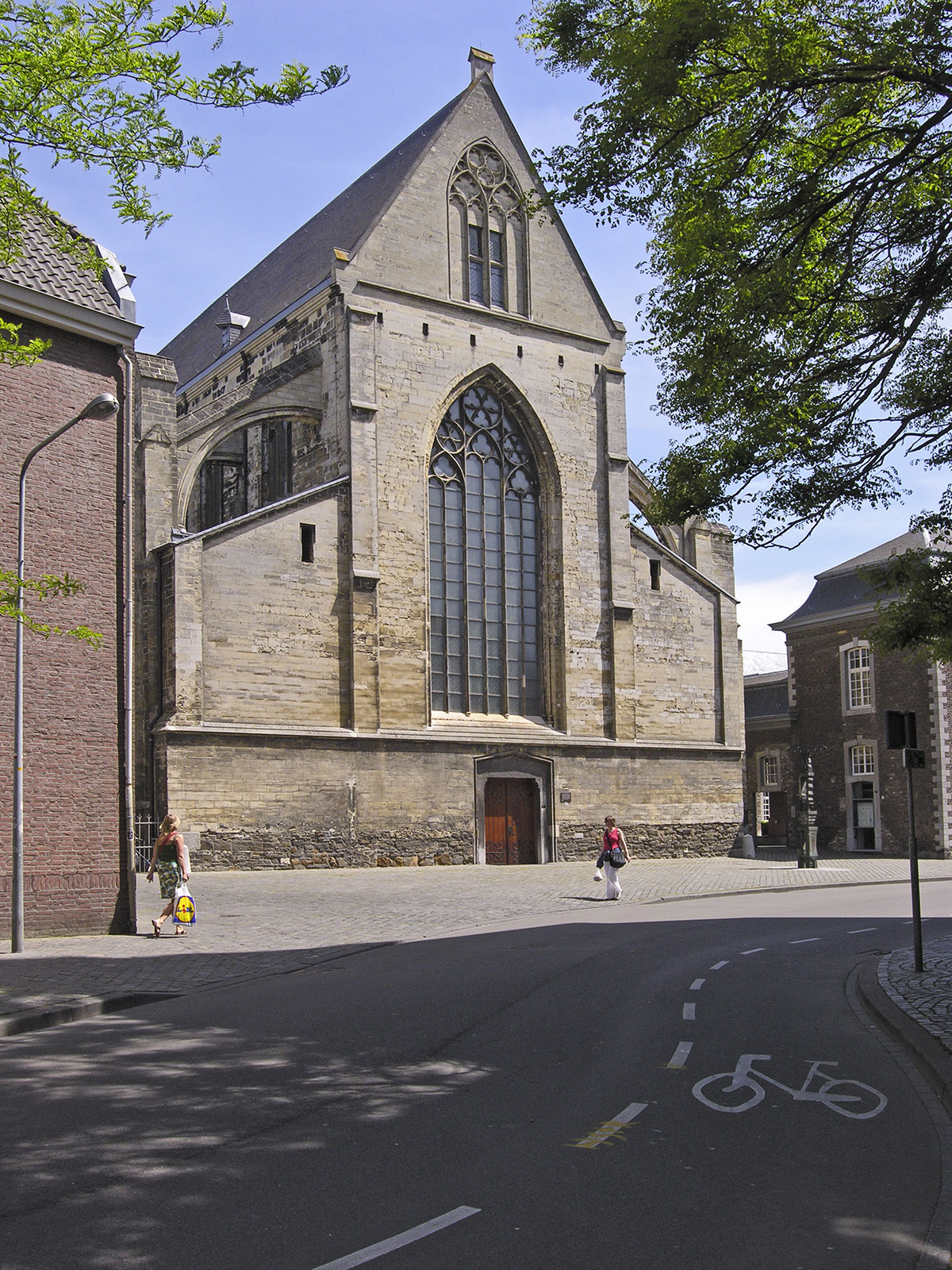
Iglesia de los Frailes Menores de Maastricht.
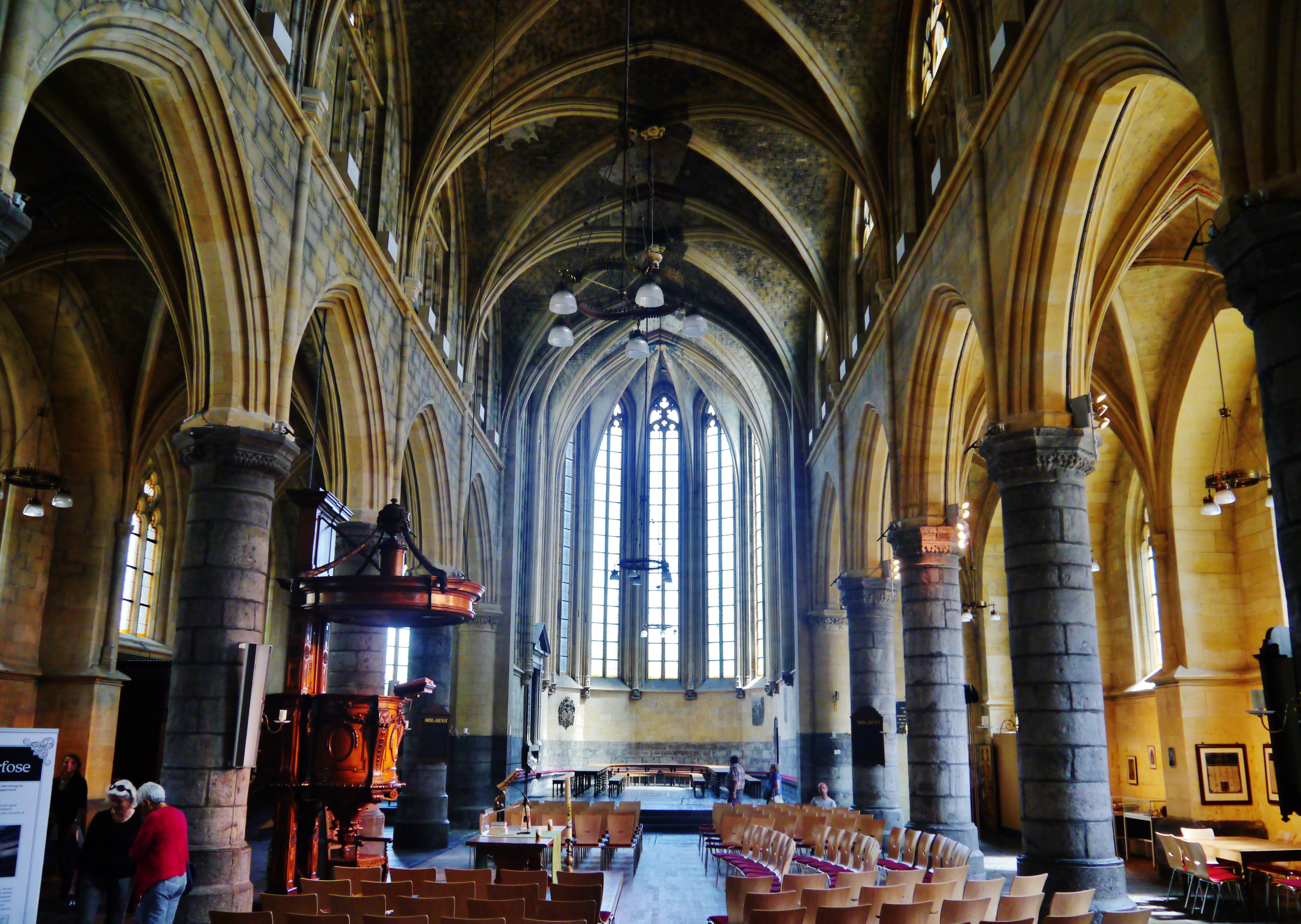
El interior de la iglesia de iglesia de San Juan de Maastricht es típico del gótico mosano.
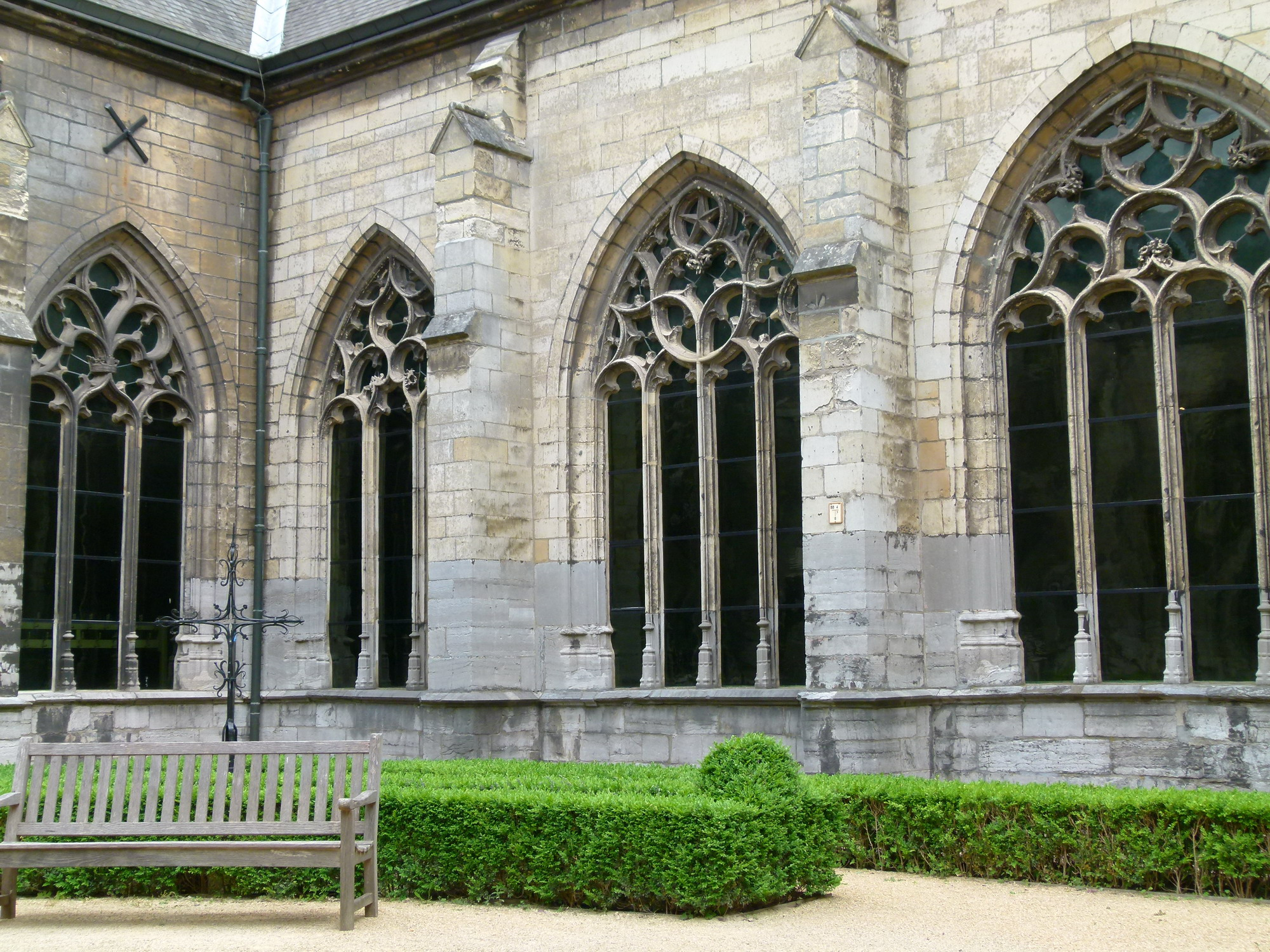
Entrada al claustro de la basílica de Nuestra Señora de Maastricht.
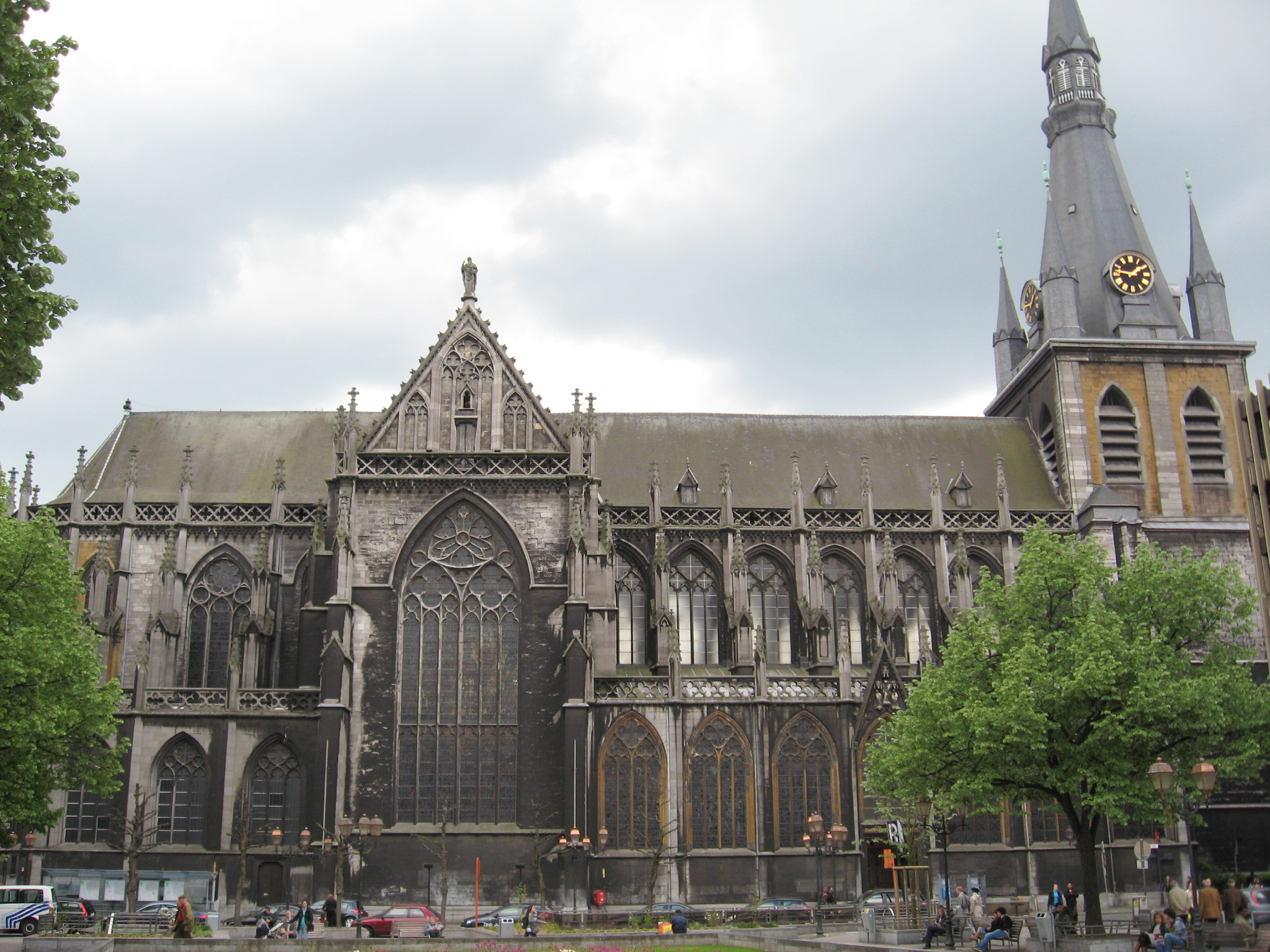
Catedral de San Pablo de Lieja.
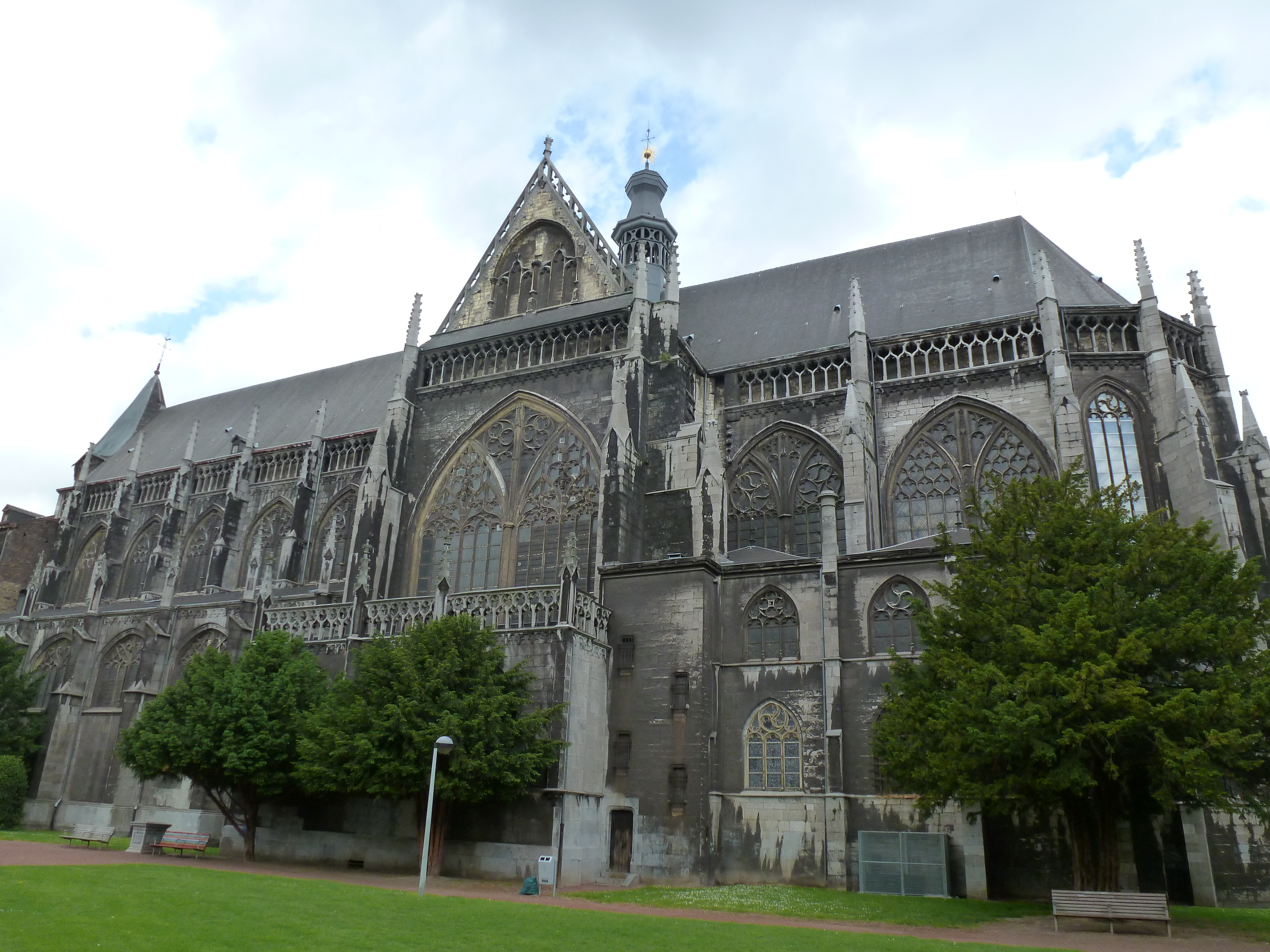
Iglesia de Santiago de Lieja.
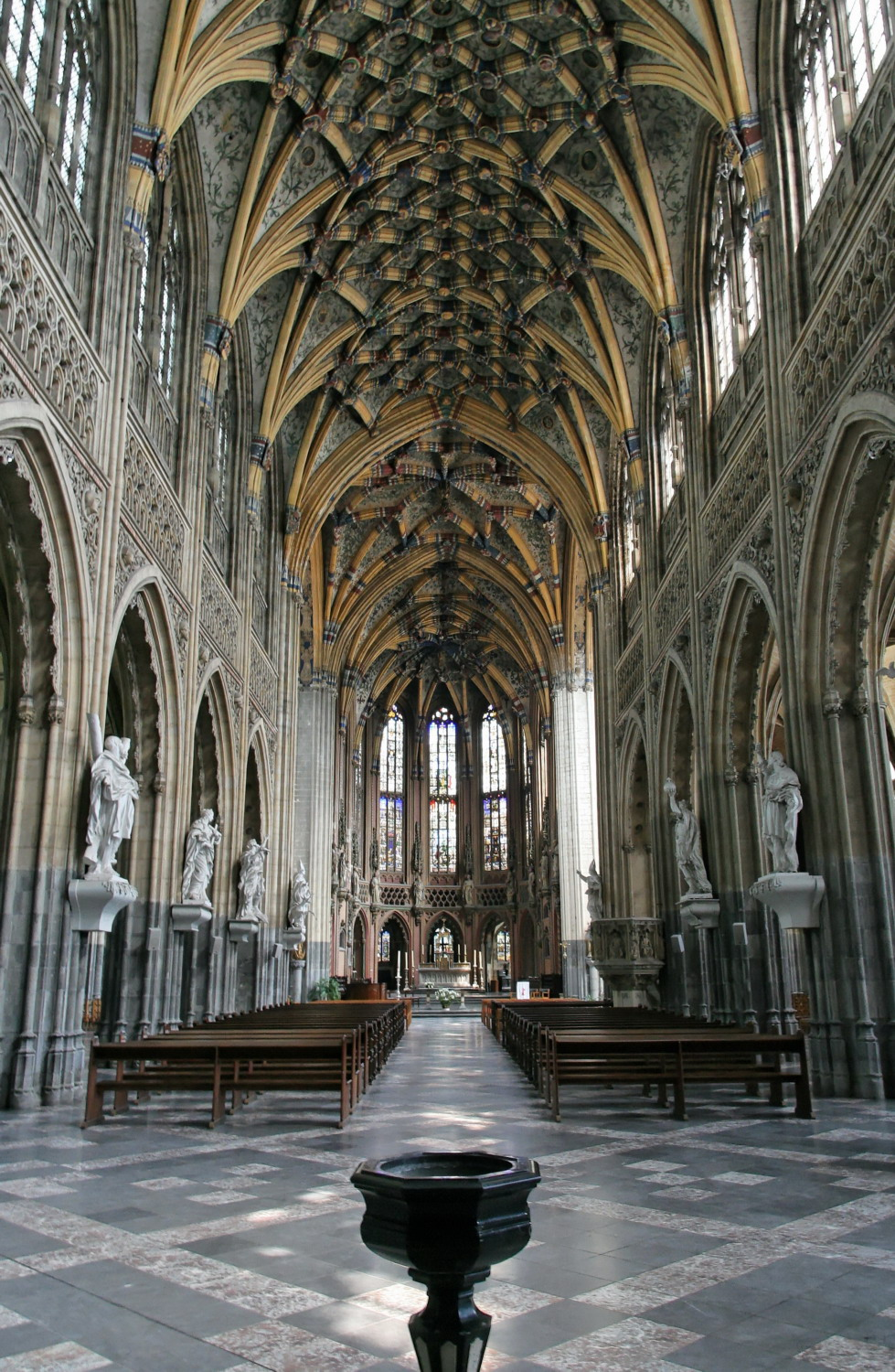
Iglesia de Santiago, interior.
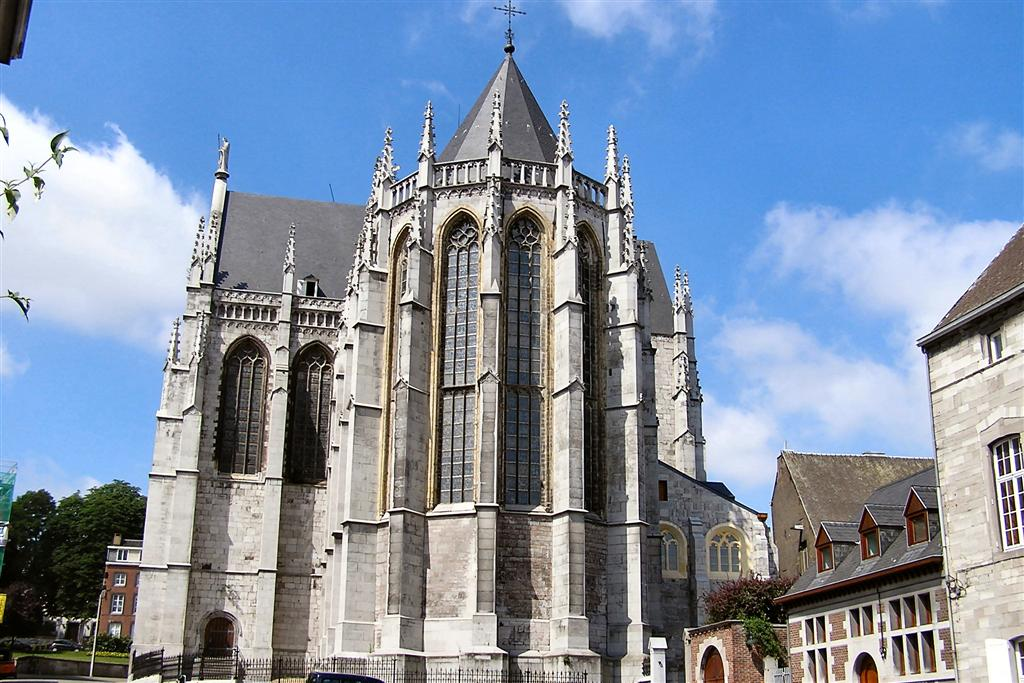
Basílica de San Martín de Lieja.
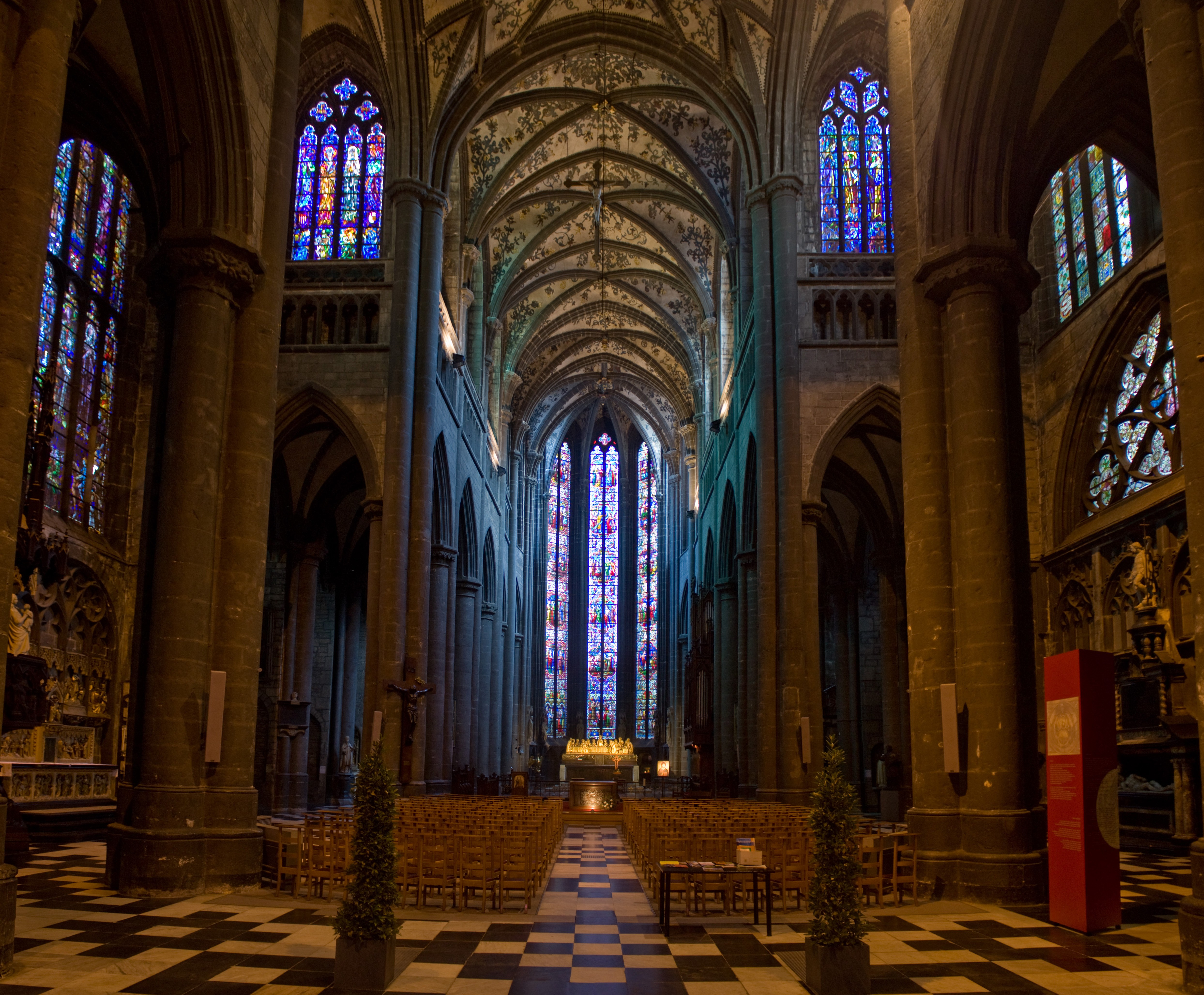
Interior de la iglesia de Notre-Dame de Huy, con sus pilares soissonnais.
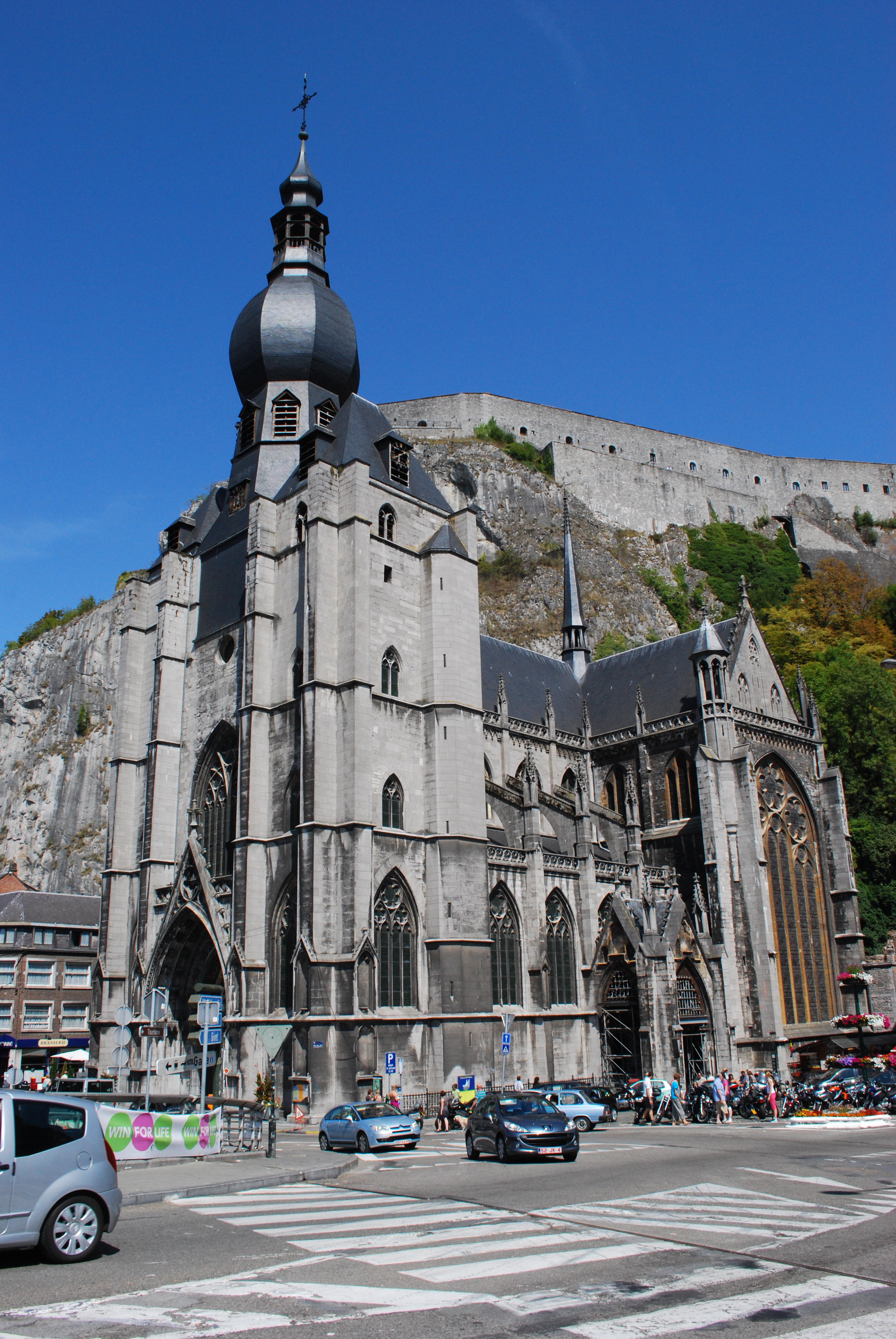
Iglesia de Notre-Dame de Dinant.
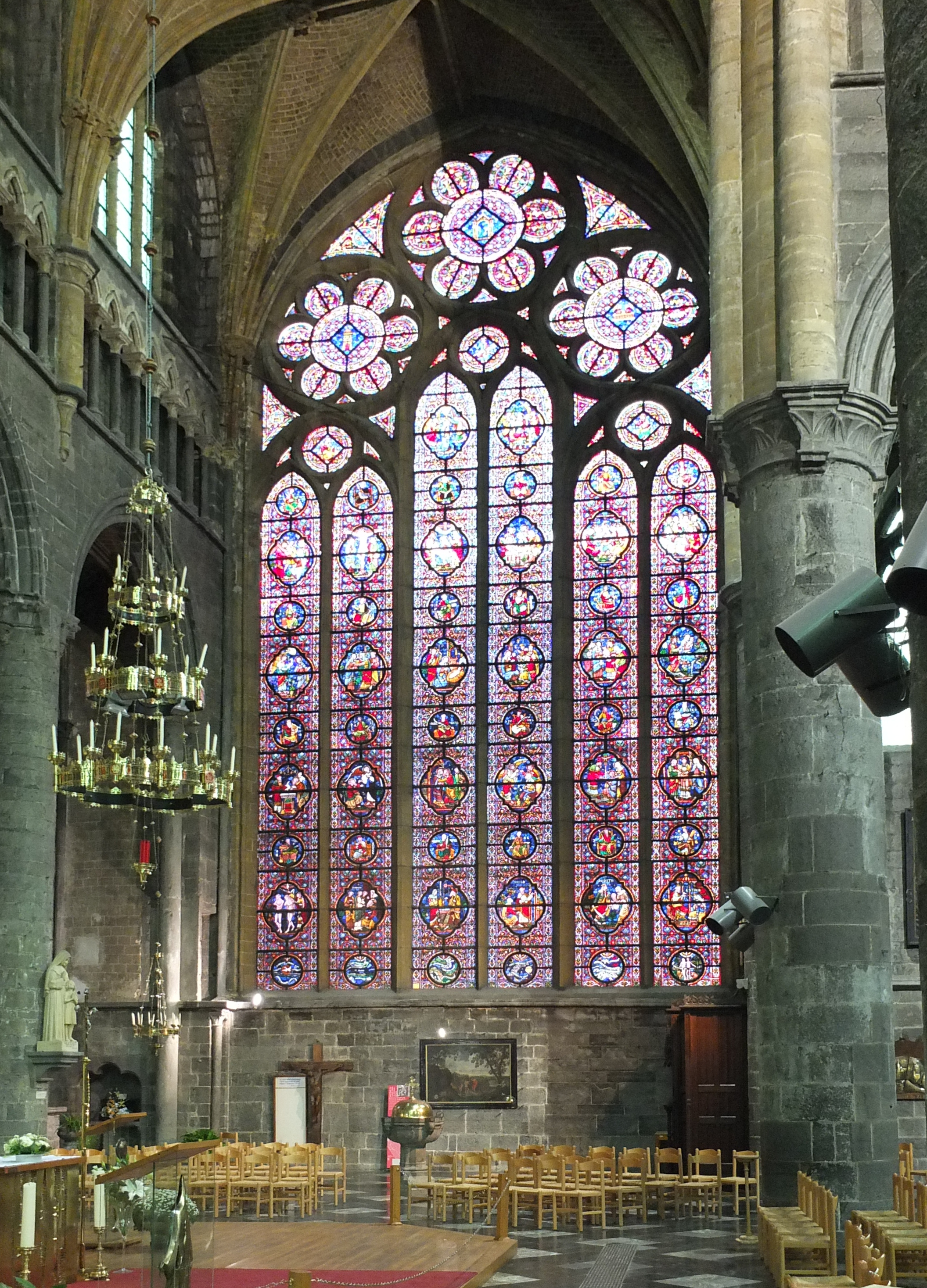
Interior del transepto de la iglesia de Notre-Dame de Dinant.
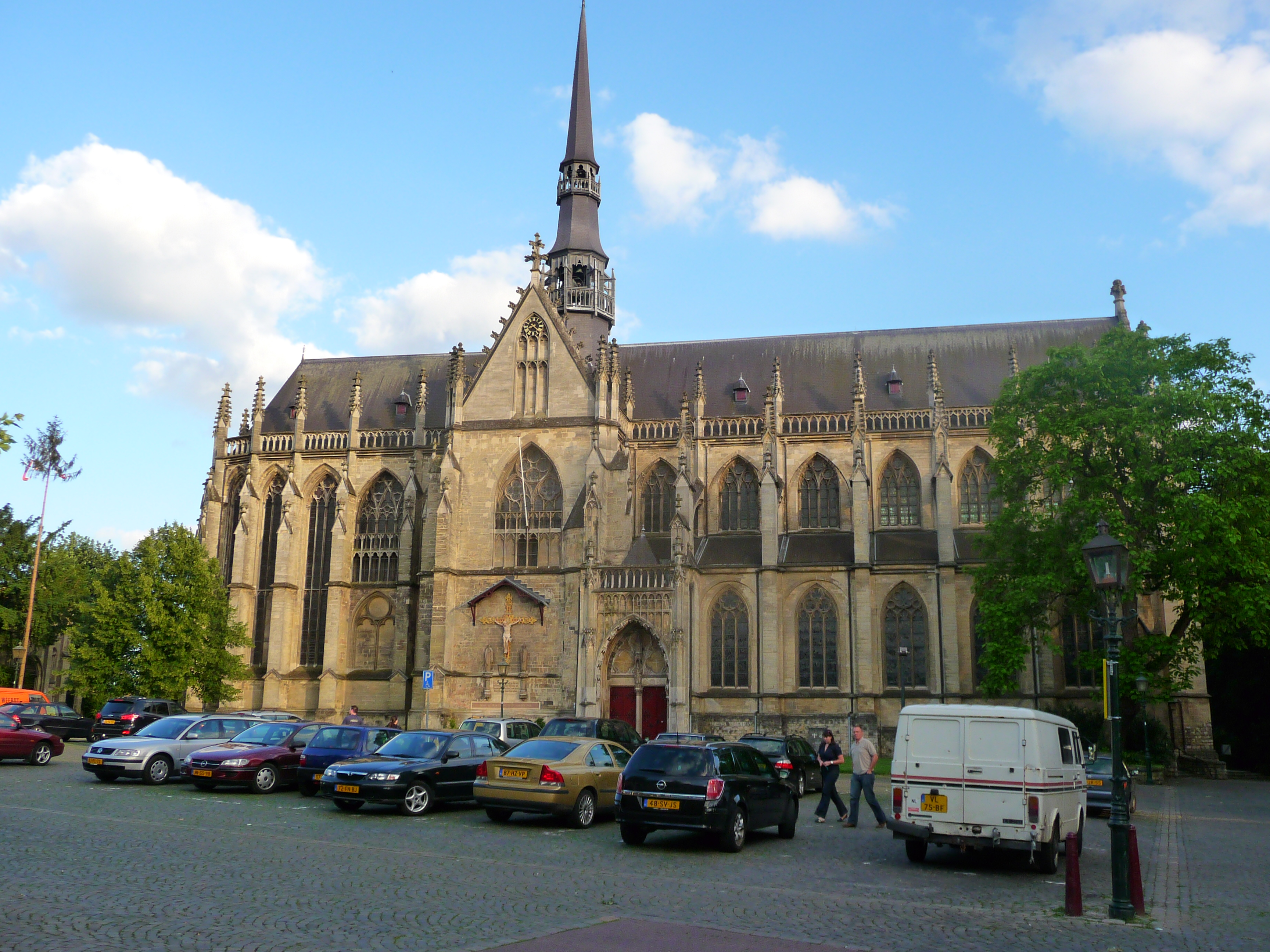
Basílica de Meerssen.
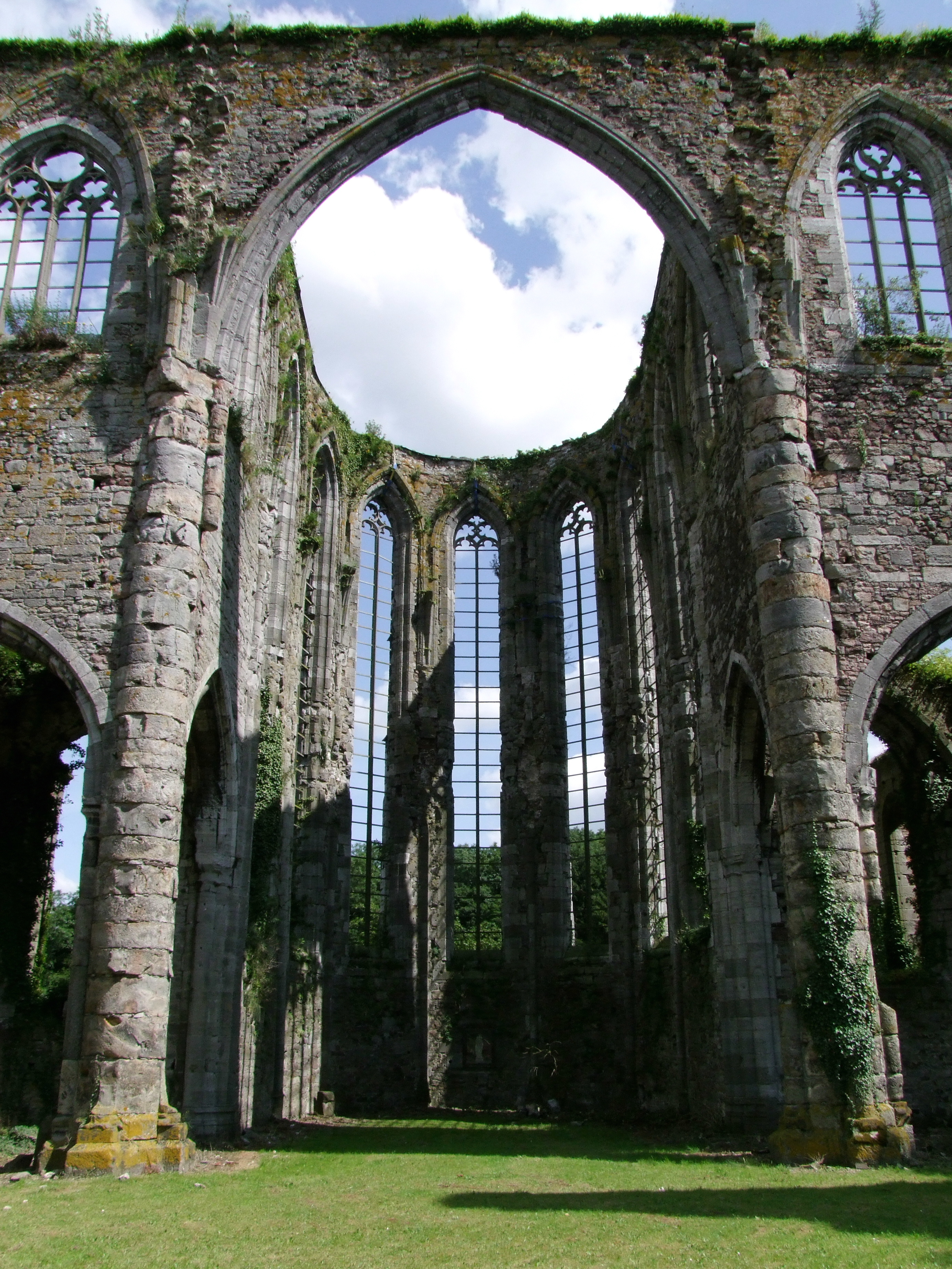
Coro gótico mosano en las ruinas de la abadía de Aulne.
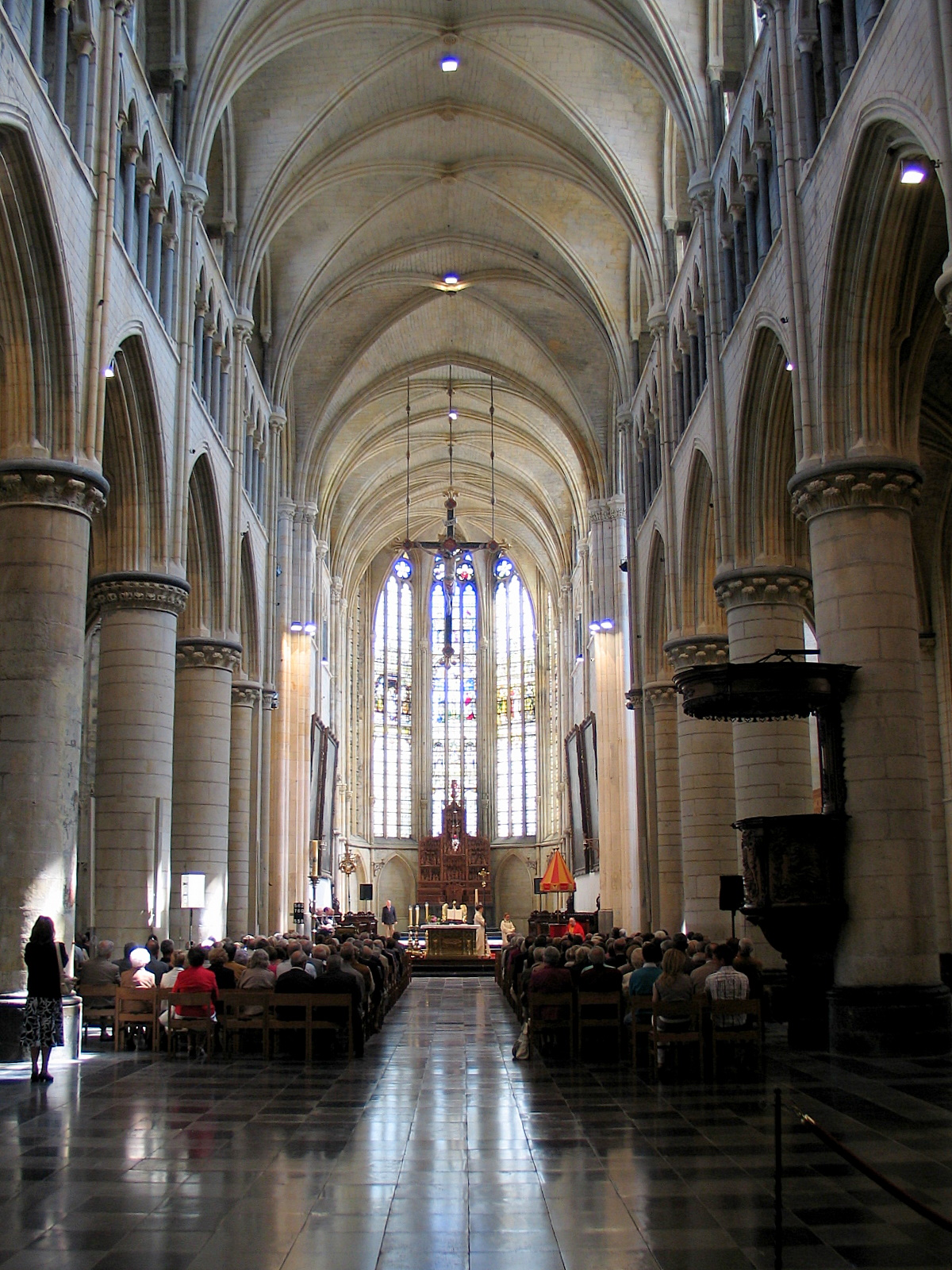
Interior de la basílica de Tongres. Las columnas y sus capiteles recuerdan al gótico brabantino. El coro con sus altas vanos es típicamente mosano.